# Фоменко, Николай Федосеевич
Николай Федосеевич Фоменко (28 ноября 1931, хутор Березняки, теперь Розсошанського района Воронежская область, Российская Федерация — 23 февраля 1983, город Горловка Донецкой области) — советский партийный деятель, 1-й секретарь Горловского горкома КПУ Донецкой области. Член Ревизионной Комиссии КП Украины в 1981—1983 годах. Депутат Верховного Совета УССР 10-го созыва.

## Биография
Родился в семье рабочего. В 1955 году окончил Новочеркасский политехнический институт.
В 1955—1968 г. — помощник начальника участка, начальник участка, заместитель главного инженера, главный инженер, начальник шахты в городе Горловке Донецкой области.
Член КПСС с 1959 года.
В 1968—1974 г. — секретарь партийного комитета КПУ шахты в городе Горловке, заведующий отделом Горловского городского комитета КПУ, 1-й секретарь районного комитета КПУ города Горловки Донецкой области.
В 1974—1979 г. — 2-й секретарь Горловского городского комитета КПУ Донецкой области.
В 1979 — феврале 1983 г. — 1-й секретарь Горловского городского комитета КПУ Донецкой области.

## Награды
- орден Трудового Красного Знамени
- два ордена Знак Почета
- медали